# Limenitis reducta
La  ninfa de los arroyos (Limenitis reducta) es una mariposa de la familia de las Nymphalidae. Se distribuye por el centro y norte de España, el sur y el este de Francia, Italia, los Balcanes y los Alpes. 

## Descripción
Su envergadura es de 42-50 mm.

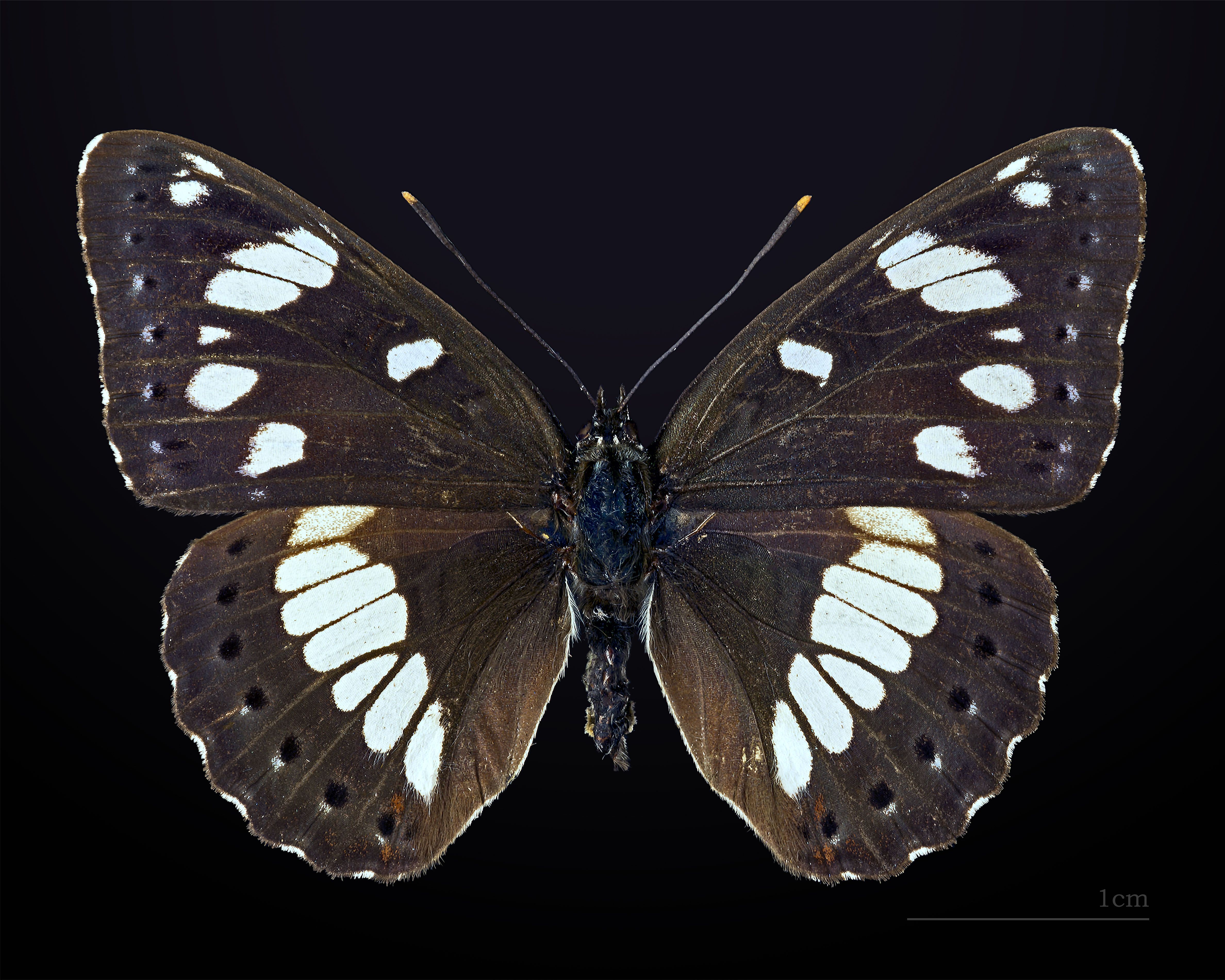
Dorso.
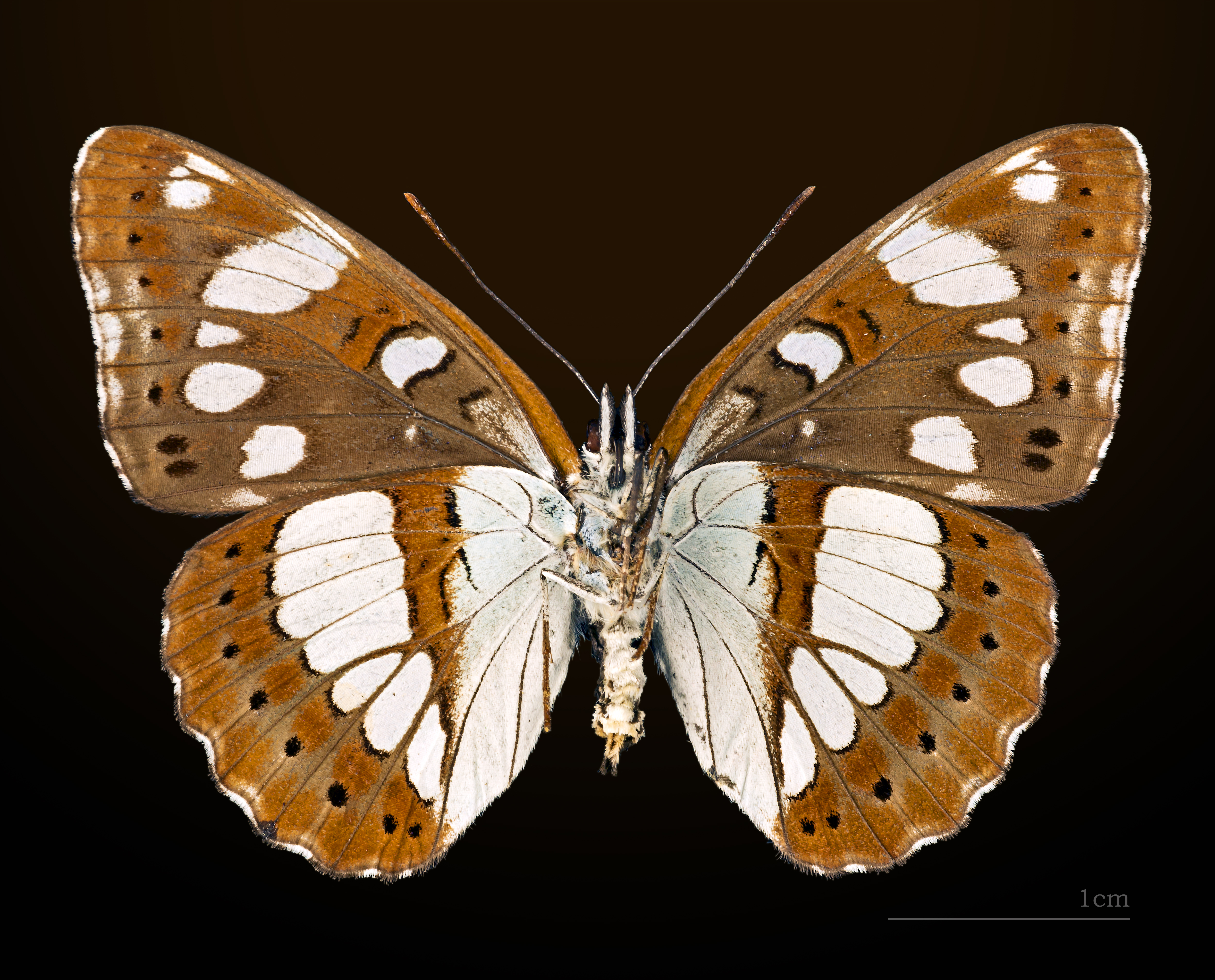
Parte ventral.

## Historia natural
Vuela de mayo a agosto dependiendo de su localización, una sola generación anual en zonas septentrionales. Univoltina, bivoltino o polivoltino según la zona,
Sur y centro de Europa, Turquía, Oriente Medio, oeste de Irán y Cáucaso.
Habita en zonas boscosas y ambientes húmedos. Sus plantas nutricias son las madreselvas.